# Kisangani
Kisangani (dawniej Stanleyville) – miasto w środkowej Afryce w Demokratycznej Republice Konga, stolica prowincji Tshopo.
Miasto liczy 935 977 mieszkańców, aglomeracja ponad 1 mln. Leży nad rzeką Kongo.
W sierpniu 1964 r. Stanleyville było miejscem rzezi przeprowadzonej przez Ludową Armię Wyzwolenia, która 5 sierpnia po zajęciu miasta, rozpoczęła mordowanie czarnych mieszkańców miasta i wzięła jako zakładników 1600 obcokrajowców (Belgów, Brytyjczyków, Francuzów, Włochów, Austriaków, Greków, Portugalczyków, Pakistańczyków, Hindusów i Amerykanów). W wyniku trwającej od 24 listopada operacji Czerwony Smok (Dragon Rouge) miasto zostało wyzwolone przez białych najemników majora Mike Hoare wspieranych przez oddziały belgijskie i amerykańskie. Podczas komunistycznej rebelii wymordowanych zostało 8 tys. czarnych mieszkańców Stanleyville i 185 białych zakładników.
Podczas tych wydarzeń obecny był w mieście Ryszard Kapuściński, który dostał się na miejsce potajemnie, bez wiedzy i zgody władz PRL, wraz z dwoma czechosłowackimi korespondentami wojennymi. Swój pobyt tam i poczynione obserwacje opisał w jednym z reportaży zawartych w zbiorze pt. Wojna futbolowa.
W mieście rozwinął się przemysł włókienniczy, chemiczny, spożywczy, drzewny oraz cementowy.